# Sceloporus serrifer
Sceloporus serrifer är en ödleart som beskrevs av  Cope 1866. Sceloporus serrifer ingår i släktet Sceloporus och familjen Phrynosomatidae. IUCN kategoriserar arten globalt som livskraftig.

## Underarter
Arten delas in i följande underarter:
- S. s. plioporus
- S. s. prezygus
- S. s. serrifer